# فيليب إل. كانون
فيليب إل. كانون (بالإنجليزية: Philip L. Cannon)‏ هو سياسي أمريكي، ولد في 28 يونيو 1850 في الولايات المتحدة، وتوفي في 11 أغسطس 1929 في نفس البلد. حزبياً، نشط في الحزب الجمهوري.